# Ахмедова, Марина Магомеднебиевна
Марина Магомеднебиевна Ахмедова (род. 1977, Томск) — российский писатель и журналист. Дважды награждена «Искрой» — наградой в области журналистики.
Из-за поддержки вторжения России на Украину, а также за распространение пропаганды и дезинформации находится под санкциями всех стран Евросоюза.

## Биография
Марина Ахмедова родилась в Томске. Семья жила в деревянном доме, внучка была окружена тремя бабушками. К четвёртой бабушке, в Дагестан, отец отправил её, чтобы она выучила его родной язык. Однако, проведя «два мучительных месяца» в дагестанском селе, Марина вернулась домой, не выучив языка отца.
По образованию — филолог, лингвист. Является защитником бездомных животных. Переехав в Москву, училась и работала в небольшой издательской компании, выпускающей медицинскую газету для врачей и пациентов. Журналистом стала случайно: редактор медицинской газеты отправила её на задание, заметив писательский талант. После этого некоторое время Марина Ахмедова работала под псевдонимом и написала массу статей о сексе.
Работу в журналистике М. Ахмедова продолжила в издательском доме «Секрет фирмы». В дальнейшем была специальным корреспондентом отдела репортажей журнала «Русский репортёр» и заместителем главного редактора после его перезапуска в 2017 году. После закрытия журнала в 2020 году — специальный корреспондент отдела спецрепортажей журнала «Эксперт».
В своих статьях Марина Ахмедова затрагивает сложные темы: убийство чести в Дагестане, терроризм на Кавказе, наркомания.
Марина Ахмедова как военный корреспондент посещала в 2014-15 годах зону вооружённого конфликта на востоке Украины.
С августа 2014 года по июль 2015 года публиковалась на «Спектр. Пресс». В дальнейшем стала колумнистом сайта «Украина.ру».
Кроме журналистики занимается писательской деятельностью. Является автором рассказов и романов. Некоторые книги переведены на литовский язык.
В августе 2015 года сборник репортажей «Уроки украинского» Марины Ахмедовой был внесён в список запрещённой литературы на территории Украины.
В начале 2018 года обвинила Наталью Поклонскую в нарушении авторских прав, поскольку та выпустила сборник своих интервью Преданность вере и Отечеству без согласования с авторами и издателями исходных публикаций.
С 16 ноября 2020 года — член Совета по правам человека.
Являлась сторонницей президента РФ Владимира Путина. В феврале 2022 года поддержала вторжение России на Украину.
7 ноября 2022 года на фоне конфликта между владельцем и журналистами была назначена главным редактором интернет-издания и информационного агентства Regnum.
В ходе мятежа Пригожина в июне 2023 года выступила на стороне российских властей.
В ноябре 2023 года выступила в поддержку 7-летнего тюремного заключения для художницы Александры Скочиленко за расклеивание антивоенных ценников.
В 2024 году являлась доверенным лицом кандидата в президенты России Владимира Путина.

## Награды
- Премия Правительства Российской Федерации в области средств массовой информации (27 декабря 2022 года) —  за объективное освещение событий, происходящих на Украине[26].
- Лауреат премии «Общественная Мысль», 2014[27].
- Лауреат двух «Искр» (премия в области журналистики) — 2012 и 2013 годов[28].
- Финалист «Русского Букера» 2012 года за книгу «Дневник смертницы. Хадижа»[29].

## Оценка творчества
Людмила Улицкая, писатель:
«Крокодил» — роман страшный, потрясающий, необходимый неосведомленной молодежи как предостережение, противоядие, как антидот. Хватка у Марины журналистская — она окунулась с головой в этот изолированный от нормальной жизни мир, который существует рядом с нами и который мы почти и не замечаем. Прожила в самом логове в роли соглядатая и вынесла из этого дна свое ужасное и несколько холодноватое повествование.

## Санкции
7 января 2023 года, на фоне вторжения России на Украину, внесена в санкционные списки Украины за распространение пропаганды, кроме того «она неоднократно посещала оккупированный Крым, чтобы снимать пропагандистские эпизоды с российскими солдатами». Санкции предполагают блокировку активов, полное прекращение коммерческих операций, остановку выполнения экономических и финансовых обязательств.
25 февраля 2023 года была внесена в санкционный список всех стран Евросоюза:

С начала агрессивной войны России против Украины она поддерживала вторжение России и распространяла российскую пропаганду и дезинформацию о войне. Поэтому она несёт ответственность за поддержку и осуществление действий и политики, которые подрывают и угрожают территориальной целостности, суверенитету и независимости Украины.— «Официальный журнал Европейского союза», Брюссель, 25 февраля 2023 года
2 марта 2023 года включена по аналогичным основаниям в санкционный список Швейцарии